# San Fernando (Catamarca)
San Fernando é um município da Argentina, localizada no departamento de Ambato, província de Catamarca.